# Aziatische kampioenschappen judo 2005
De Aziatische kampioenschappen judo van 2005 werden op 14 en 15 mei 2005 gehouden in Tasjkent, Oezbekistan. 

## Resultaten

### Mannen
| Gewichtsklasse | Goud                        | Zilver                  | Brons                                |
| -------------- | --------------------------- | ----------------------- | ------------------------------------ |
| – 60 kg        | Cho Nam-suk                 | Tatsuaki Egusa          | Lin Chueh-chen Salamat Utarbayev     |
| – 66 kg        | Khashbaataryn Tsagaanbaatar | Arash Miresmaeili       | Toshiaki Umetsu Bang Gui-man         |
| – 73 kg        | Kim Jae-bum                 | Aidar Kabimollayev      | Rasul Boqiev Yusuke Kanamaru         |
| – 81 kg        | Takashi Ono                 | Kim Soo-kyung           | Laziz Yuldashev Rauf Hukmatov        |
| – 90 kg        | Seigo Saito                 | Batbayaryn Ariun-Erdene | Parviz Sobirov Ghanam Al-Dikan       |
| – 100 kg       | Jang Sung-ho                | Askhat Zhitkeyev        | Badarchiin Myagmardorj Takamasa Anai |
| + 100 kg       | Mohammad Reza Roudaki       | Hidekazu Shoda          | Utkur Salyamov Yeldos Ikhsangaliyev  |
| Open klasse    | Abdullo Tangriev            | Hiroaki Takahashi       | Mahmoud Miran Vyacheslav Berduta     |

### Vrouwen
| Gewichtsklasse | Goud                    | Zilver          | Brons                               |
| -------------- | ----------------------- | --------------- | ----------------------------------- |
| – 48 kg        | Tomoko Fukumi           | Kim Myong-ok    | Kim Young-ran Shao Dan              |
| – 52 kg        | An Kum-ae               | Kim Kyung-ok    | Mönkhbaataryn Bundmaa Yuki Yokosawa |
| – 57 kg        | Khishigbatyn Erdenet-Od | Juri Miyamoto   | Yu Yaling Jung Hae-mi               |
| – 63 kg        | Yoshie Ueno             | Wang Chin-fang  | He Xiaoli Lee Book-hee              |
| – 70 kg        | Mina Watanabe           | Liu Shu-yun     | Bae Eun-hye Kalzhan Taizhanova      |
| – 78 kg        | Sae Nakazawa            | Kim Ryon-mi     | Jeong Gyeong-mi Zhang Yanchun       |
| + 78 kg        | Mika Sugimoto           | Yu Song         | Mariya Shekerova Jeong Ji-won       |
| Open klasse    | Mika Sugimoto           | Sagat Abikeyeva | Yu Song Mariya Shekerova            |

## Medaillespiegel
| Plaats | Land           | Goud | Zilver | Brons | Totaal |
| 1      | Japan          | 8    | 4      | 4     | 16     |
| 2      | Zuid-Korea     | 3    | 2      | 7     | 12     |
| 3      | Mongolië       | 2    | 1      | 2     | 5      |
| 4      | Noord-Korea    | 1    | 2      | 0     | 3      |
| 5      | Iran           | 1    | 1      | 1     | 3      |
| 6      | Oezbekistan    | 1    | 0      | 4     | 5      |
| 7      | Kazachstan     | 0    | 3      | 4     | 7      |
| 8      | Chinees Taipei | 0    | 2      | 1     | 3      |
| 9      | China          | 0    | 1      | 5     | 6      |
| 10     | Tadzjikistan   | 0    | 0      | 3     | 3      |
| 11     | Koeweit        | 0    | 0      | 1     | 1      |
| Totaal | Totaal         | 16   | 16     | 32    | 64     |